# Албанија на Светском првенству у атлетици у дворани 2018.
Албанија је учествовала на Светском првенству у атлетици у дворани 2018. одржаном у Бирмингему од 1. до 4. марта девети пут. Репрезентацију Албаније представљала је једна атлетичарка, која се такмичила у трци на 1.500 метара.,
Представница Албаније Љуиза Гега, није освојила ниједну медаљу, нити је поставила неки рекорд.

## Учесници
Жене:
- Љуиза Гега — 1.500 м

## Резултати

### Жене
| Атлетичарка | Дисциплина | Лични рекорд | Квалификација | Квалификација | Финале            | Финале       | Детаљи |
| Атлетичарка | Дисциплина | Лични рекорд | Резултат      | Место         | Резултат          | Место        | Детаљи |
| ----------- | ---------- | ------------ | ------------- | ------------- | ----------------- | ------------ | ------ |
| Љуиза Гега  | 1.500 м    | 4:06,66 НР   | 4:13,78 КВ    | 7. у гр. 1    | Није се пласирала | 17 / 25 (26) |        |